# Wolfgang Dähne
Wolfgang Dähne (* 17. März 1932 in Hamm; † 28. September 2010) war ein deutscher Chemiker. Im Jahre 1962 gelang es ihm mit Rudolf Hoppe, zeitgleich mit einer US-amerikanischen Gruppe, erstmals eine binäre  Edelgasverbindung herzustellen.

## Leben
Als Sohn des Notars und Rechtsanwalts Paul Dähne und seiner Ehefrau Lotte Unterhinninghofen absolvierte Wolfgang Dähne die evangelische Volksschule und das staatliche Gymnasium in Hamm bis zum Jahre 1944, als das Gymnasium durch einen Bombenangriff zerstört wurde. Im Alter von 12 Jahren verlor er seinen Vater, der als Oberstleutnant der Reserve im Jahre 1944 in Litauen fiel. Nach einem Bombenangriff erfolgte seine Evakuierung nach Bergede. Dadurch konnte er ab Frühjahr 1946 das Archigymnasium Soest besuchen, wo er im März 1952 die Prüfung zum Abitur bestand.
Ab Mitte 1952 studierte er das Fach Chemie an der Westfälischen Wilhelms-Universität. Im Mai 1958 bestand er die Prüfung zum Diplom-Chemiker mit der Arbeit Untersuchungen an Lithiumhexafluorometallaten Li2MnF6 und Li2ZrF6. Die Anleitung zu dieser Arbeit gab  Wilhelm Klemm als Leiter des Anorganisch-chemischen Instituts. Klemm gab ihm auch das Thema der Dissertation Über Fluorometallate des Lithiums und Natriums und Mangantetrafluorid vor, mit der er am 16. Februar 1962 die  Promotion unter dem Dekanat von Ewald Wicke erlangte. In seiner Dissertation untersuchte und analysierte er die Eigenschaften von Fluoromanganate des Lithiums (LiMnF3,LiMnF4,LiMnF5) und der Lithium- und Natriumtrifluorocupraten(II)(LiCuF3,NaCuF3).
Weiterhin untersuchte er die Verbindungen Na2SiF6 und Li2SiF6 und erstellte Abbilder der Kristallstruktur mittels der Röntgenographie von Li2SiF6. Diese Verbindung analysierte er auch an Einkristallen bei höheren Temperaturen. Danach gelang es ihm mit Rudolf Hoppe im Jahre 1962, die binäre Edelgasverbindung von Xenon mit Fluor als Xenondifluorid (XeF2) zu synthetisieren. Im Jahre 1962 begann seine Tätigkeit bei der Degussa AG. Mehrere Jahre forschte er dort auf dem Gebiet der Keramik, um dann in Limoges die Leitung eines Werkes zu übernehmen.
Im Metallwerk Wolfgang leitete er von 1972 bis 1992 die Aufarbeitungs- und Konfektionsbetriebe für Silber, Gold und Platinmetalle. Er vertrat auch dieser Zeit die Darstellung der Edelmetallchemie des Unternehmens in der Öffentlichkeit und in Publikationen. Im März 1993 ging er in den Ruhestand.

## Schriften
- Zur Kristallstruktur von Li2ZrF6 mit Rudolf Hoppe, in: Naturwissenschaften, 1960, Jahrgang 47, Heft 17, S. 397
- Über Fluoromanganate der Alkalimetalle mit Rudolf Hoppe und Werner Liebe, in: Zeitschrift für anorganische und allgemeine Chemie, Volume 307, Issue 5-6, S. 276–289, Februar 1961
- Mangantetrafluorid, MnF4 mit Rudolf Hoppe und Wilhelm Klemm, in: Naturwissenschaften 48 (1961): S. 429
- Mangantetrafuorid (MnF6)  mit Rudolf Hoppe und Wilhelm Klemm, in: Naturwissenschaften, 1961, Jahrgang 48, S. 429
- Über Fluoromanganate der Alkalimetalle, in: Zeitschrift für Anorganische Allgemeine Chemie 307 (1961): S. 276–289
- Mangantetrafluorid MnF4 mit Rudolf Hoppe und Wilhelm Klemm, in: Die Naturwissenschaften, 1961, Jahrgang 48, Heft 11, S. 429
- Über Fluorometallate des Lithiums und Natriums und Mangantetrafluorid, Münster 1962 (Dissertation)
- Mangantetrafluorid mit einem Anhang über LiMnF5 und LiMnF4 mit Rudolf Hoppe und Wilhelm Klemm, in: Justus Liebigs Annalen der Chemie, Volume 658, Issue 1,  S. 1–5,  October 1962
- Fluorierung von Xenon, mit Rudolf Hoppe, Harald Mattausch und Karl-Martin Röder, in: Angewandte Chemie, 74. Jahrgang, 1962, Nr. 22, S. 903
- Fluorination of Xenon mit Rudolf Hoppe, Marald Mattauch und Karl-Martin Rödder, in: Angewandte Chemie – International Edition, 1962 Vol 1, 11 Issue, S. 599
- Die Kristallstruktur von SnF4 und PbF4 mit Rudolf Hoppe, in: Die Naturwissenschaften, 49. Jg., Hefet 11, 1962, S. 254–255
- On the Fluorination of Xenon: Xenon Difluoride mit Rudolf Hoppe, Harald Mattauch und Karl-Martin Rödder, in: Nobel-Gas Compounds, University of Chicago Press, 1963, S. 98–100